# Katherine Kleikamp
Katherine Kleikamp geb. Kirchner (* 15. April 1897 in Eberswalde; † 12. Juli 1988 in Augsburg) war eine deutsche Politikerin (SPD).

## Leben
Katherine Kirchner besuchte eine Mittelschule in Breslau, anschließend in Lyzeen in Posen, Glogau und Stettin, 1917 machte sie ihr Abitur. Sie studierte Germanistik, Geschichte und Kunstgeschichte an den Universitäten Berlin, Marburg, München und Greifswald, 1924 legte sie das Staatsexamen ab. 1925 heiratete sie den Juristen und späteren Berliner Abgeordneten Karl Kleikamp (1894–1952). Bis 1928 war sie Leiterin einer Grundschule und Lehrerin an einer Privatschule für lernbehinderte Kinder. Später war Kleikamp freie Schriftstellerin und schrieb für verschiedene Zeitungen, wie zum Beispiel für das Berliner Tageblatt, die Frankfurter Zeitung oder die Deutsche Allgemeine Zeitung.
Nach dem Zweiten Weltkrieg trat Kleikamp bereits 1945 der SPD bei. Sie schrieb nun für die Frauenzeitschrift Sie, den Telegraf und Das sozialistische Jahrhundert, die von Louise Schroeder herausgegeben wurde. Von 1949 bis 1950 war sie Bezirksstadträtin für Volksbildung im Bezirk Steglitz. Bei der Berliner Wahl 1950 wurde Kleikamp in die Bezirksverordnetenversammlung im Bezirk Charlottenburg gewählt, schied aber im April 1952 aus. Bei der folgenden Wahl 1954 wurde sie in das Abgeordnetenhaus von Berlin gewählt, dem sie dann bis 1958 angehörte.